# Tipus de joc i àmbits de desenvolupament infantil
El joc és una activitat que realitzen els éssers humans amb la finalitat de divertir-se o entretenir-se, a més, és una eina d'aprenentatge innata. Jugar és una acció que també dona plaer a qui la realitza i és lliure, tothom té dret a practicar-ho.
Així mateix, podem assegurar que, el joc afavoreix el desenvolupament de les capacitats dels infants com poden ser les motores, les cognitives, les afectives i les socials.
Jean Piaget va descriure els principals tipus de jocs d'acord amb el desenvolupament dels infants, aquests es van perfeccionant segons vagi evolucionant. Els podem classificar segons jocs funcionals, jocs de construcció, jocs simbòlics i jocs de regles.

## Característiques del joc
Les característiques principals que s'han de complir perquè una activitat es considera un joc són les següents, s'ha de buscar aspectes com potenciar el desenvolupament integral, també és important entendre que és universal i innat, amb això entenem que tots els infants haurien de jugar. Una altra característica important és, que treballa des d'un vessant on aparegui una funció compensadora de desigualtats, integradora i rehabilitadora.
En relació amb el joc hem d'entendre que la joguina no és un aspecte indispensable per jugar, així mateix és important conèixer que el joc s'entén com una activitat necessària dins de l'etapa de la infància i que aquesta s'entén com lliure i voluntària, amb això volem dir que ha de ser decisió de l'infant. 
A més, és molt útil pel desenvolupament d'aspectes socialitzadors, també els ajuda a treballar la creativitat i aspectes intel·lectuals. Ja que, durant el joc, l'infant desenvolupa l'activitat en una realitat fictícia.
Perquè realment es consideri joc, ha d'implicar una activitat, i més important encara que té un aspecte autotèlic, això vol dir alguna cosa que té un propòsit, i no a part, de si mateix. Per acabar hem de ressaltar que aquesta activitat que ha de realitzar el nen que és el joc, l'ajuda a afirmar-se com a infant.

## Importància del joc
El joc té un paper fonamental en el desenvolupament integral dels infants i gran part del benefici del joc de l'infant, és la connexió que estableix amb el plaer de fer les coses que li agraden. Jugar és important perquè no només proporciona confiança en un mateix sinó que aquesta acció dona plaer i satisfacció a qui la porta a terme. Jugar permet a l'infant desenvolupar aspectes psíquics, físics i socials mentre experimenta les seves emocions i expressa els seus sentiments.
Durant els últims anys s'ha demostrat que els nens i nenes aprenen millor i més ràpid si ho fan d'una manera més divertida i sense cap estrès. D'aquesta forma el joc contribueix i estimula diversos aspectes de la personalitat de cada infant, com són el desenvolupament emocional, social, cognitiu i motriu.
A través del desenvolupament emocional ajudem als infants a fomentar la capacitat d'expressar lliurement els seus sentiments, les diferents situacions que els angoixen i canalitzar les emocions.
Seguidament, ens trobem amb el desenvolupament social on l'infant aprèn a relacionar-se sòl i en grup, establir vincles especials d'afecte i a resoldre conflictes com s'indica també en l'àmbit emocional.
A continuació tenim el desenvolupament cognitiu, el qual està format per jocs de llenguatge que permeten als infants adquirir un ampli ventall de vocabulari.
Per acabar, comptem amb el desenvolupament motriu, que es compon de jocs de moviment, amb el cos i amb els objectes que ajuda als infants a coordinar els seus moviments i guanyar força en la seva musculatura. A més, a través del joc amb blocs, l'infant millora la seva precisió i les seves destreses manuals.

## Tipus de joc
J. Piaget (1984), ens parla de diferents estadis evolutius segons els tipus de joc, diferenciats per edat. El primer estadi evolutiu que ens parla és el sensoriomotor que pertany al joc funcional (de 0 a 2 anys). El segon estadi és el preoperacional i el joc corresponent és el joc simbòlic (de 2 a 7 anys). I finalment, l'últim estadi és el d'operacions concretes que pertany el joc de regles (de 7 a 12 anys). D'altra banda, el joc de construcció es troba en tots els estadis evolutius.
- Joc funcional

J. Piaget (1984), defineix joc simbòlic com ‘'un joc d'exercicis que no comporta cap simbolisme ni cal tècnica específicament lúdica, però que consisteix a repetir amb plaer activitats adquirides amb una finalitat d'adaptació.
En aquest tipus de joc, l'infant repeteix, per plaer, activitats adquirides. Per tant, els jocs se centren en l'acció, els moviments, la manipulació, l'experimentació i l'observació d'objectes i de persones.
A continuació veurem les característiques dels infants per edats:
De 0 a 3 mesos
- Capacitat per dirigir la mirada.
- Atracció per objectes lluminosos i acolorits.
- No és capaç de dominar les mans.
- Observa i escolta els objectes atractius.

De 3 a 6 mesos
- Fixació de la mirada.
- Segueix els objectes en moviment.
- Necessitat d'objectes que pugui tocar.
De 6 a 12 mesos
- Interacció amb el seu espai.
- Gira i repta cap a l'objecte.
- Manipula amb destresa els objectes.
De 12 a 24 mesos
- Més autonomia a l'hora de jugar.
- Explorar espais més llunyans.
- Relació entre espais o objectes de joc. 
- Joc simbòlic

Quan els infants fan una representació o simulació de vivències experimentades o inventades, s'anomenen jocs simbòlics. És a dir, l'infant se centra en les persones adultes del seu entorn i gaudeix imitant les seves accions.
De 2 a 4 anys
- Continua el joc funcional.
- S'imposa el joc simbòlic.
- Relació amb els iguals.
De 4 a 6 anys
- S'aferma el joc en grup.
- El joc a l'escola.
- Joc de regles.

Segons J. Piaget (1984), els jocs de regles són ‘'l'activitat lúdica de l'ésser socialitzat. Són jocs de combinacions sensoriomotores o intel·lectuals amb competència entre els participants i regulats per un codi transmès per la cultura o producte d'un acord del mateix grup.  
De 7 a 12 anys
- Assimilació de l'infant del fet que en aquestes activitats el grup està per sobre de la individualitat.
- Joc de construcció.

Es refereix al conjunt d'accions amb la finalitat de crear elements més propers a la realitat. Existeix una clara relació entre la coordinació mà-ull. Aquest tipus de joc desenvolupa l'atenció i la concentració i facilita la motricitat fina i gruixuda.
- Nou mesos → el nadó pica el terra amb les peces de plàstic, fusta i tela amb diferents formes i mides.
- Un any → pot encaixar alguna peça i amuntegar-les.
- Dos anys → capacitat per construir una torre o tren.
- Tres anys → comença a encaixar formes diferents (quadrats, rectangles, cercles…).
- Quatre - sis anys → les peces i les formes de muntatge augmenten en quantitat i disminueixen de mida.

## Àmbits de desenvolupament infantil
A continuació parlarem sobre com es presenta el joc en cada àmbit del desenvolupament infantil i la funció que aquest representa en cada infant.
- Àmbit psicomotor : resulta curiós que sent tan evident les relacions entre el joc i el desenvolupament psicomotor són les que menys investigació han tingut per part dels especialistes. Del moviment reflex passarà al voluntari. Gràcies a la maduració muscular i el desenvolupament psicomotor, a causa d'això el moviment cada vegada serà més elaborat i complex, i progressivament el podrà realitzar de manera involuntària, més autònoma i coordinada. Control corporal i deambulació. L'infant controlarà la postura amb un redreçament progressiu de la columna de vertebral. Els jocs ajuden a fomentar l'adquisició d'un control cada cop més gran de les parts del cos, i guanyant una gran força en les cames. A més, l'activitat lúdica permet a l'infant aquesta curiositat de descobrir el món. També, ajuda a aconseguir l'equilibri i la marxa, dos aspectes molt importants en el desenvolupament dels primers anys de vida de l'infant. (Martínez, 2011)[3]
- Àmbit social : En aquest àmbit, la persona adulta ajuda i reforça les respostes de l'infant. A partir dels 2 anys, l'infant comença a ampliar una mica els seus contactes socials. A més, al principi, aquest joc és individual i egocèntric, fet que li impedeix relacionar-se amb la resta amb facilitat. Per tant, centra el joc en la imitació de les persones adultes. I una mica més endavant, ja amb 6 anys, és quan comença a formar-se la maduresa social. (Martínez, 2011)[3]
- Àmbit cognitiu : L'infant, quan és petit, va construint esquemes d'acció mentals mitjançant els moviments prèviament realitzats, això suposa l'inici a la construcció d'estructures bàsiques de coneixement. A partir dels 2 anys, sorgeixen avenços cognitius importants com són: l'aparició del joc simbòlic i el domini del llenguatge, sobretot no verbal, però també, a les habilitats de conducta verbal. (Martínez, 2011)[3]
- Àmbit afectiu : El desenvolupament afectiu és un procés intern dels estats afectius de l'individu, que es manifesten a través de conductes externes amb un objectiu: es perfilen les relacions i els contactes afectius, juntament amb l'aproximació amb l'entorn. A més, és imprescindible pel desenvolupament i l'equilibri emocional de la persona durant tota la seva vida, encara que a la infància, és quan més importància té, ja que pot marcar la personalitat de l'infant de manera positiva o negativa. De la mateixa manera, s'amplia el tracte emocional amb els adults, i això li permetrà viure o conèixer experiències noves que s'ajustaran al seu món respecte als altres. Per tant, l'infant a través del joc anirà ampliant horitzons i superar les limitacions que marca la realitat. (Martínez, 2011)[3]